# Tri četrtine sonca
Tri četrtine sonca je slovenski črno-beli dramski film iz leta 1959 v režiji Jožeta Babiča. Film je postavljen v namišljeni češki kraj Mosty, v maj 1945 neposredno po drugi svetovni vojni, ko se skupina taboriščnikov z vlakom vrača domov. Posnet je bil večidel v Gorici in njeni okolici.

## Igralci
- Arnold Tovornik
- Bert Sotlar kot Slavo
- Lojze Potokar kot postajenačelnik
- Pero Kvrgić kot Mateo
- Mira Sardoč kot Marija
- Stane Sever kot Koval
- Vanja Drach kot Kolega
- Kristijan Muck kot Karel
- Elvira Kralj kot Hellerjeva
- Metka Ocvirk kot Helena
- Danilo Bezlaj kot Filip st.
- Drago Makuc kot Filip ml.
- Antun Vrdoljak kot Charles
- Rado Nakrst kot Achille